# 吉姆·庫珀
詹姆斯·海耶斯·肖夫納·庫珀（英語：James Hayes Shofner Cooper，1954年6月19日—）是一名美國律師、商人、教授和政治人物，自2003年起擔任田納西州第五國會選區的聯邦眾議員（總部設在納什維爾，包含戴維森縣、奇特姆郡和迪克森縣的部分地區）。他是民主黨和藍狗聯盟的成員，曾於1983年至1995年代表田納西州第四國會選區。他的選區包括納什維爾全境。他是美國眾議院軍事委員會戰略部隊小組委員會主席，並且是監督和改革委員會、美國眾議院預算委員會和眾議院情報問題常設委員會成員，比任何其他國會議員都多。他也是田納西州國會代表團院長。他是田納西州有史以來任期第三長的國會議員，僅次於吉米·奎倫和B·卡羅爾·里斯。
由於庫珀在國會中罕見地在兩個完全不同的地區分裂任職，他的職業生涯分為兩個領域：在農村第四區的監管和醫療保健立法以及在城市第五區的軍事事務。
庫珀在兩組不同的委員會中建立了資歷和尊重，成為《紐約時報》專欄作家喬·諾科拉所說的「眾議院的良心，在這個醜陋的時代為文明發出的孤獨的聲音」
。
庫珀宣布他不會在2022年尋求連任，原因是在田納西州2020年人口普查後的重新劃分週期中，黨派劃分實際上取消了他民主黨傾向的選區，以創造另一個共和黨席位。

## 外部連結
- Congressman Jim Cooper （页面存档备份，存于） official U.S. House website
- Jim Cooper for Congress （页面存档备份，存于）
- 中的“Jim Cooper”

- 美國國會國家人物傳記大辭典中的傳記
- 由華盛頓郵報維護的投票記錄
- 智慧投票计划中的傳記、投票紀錄及利益集團評級
- 聯邦選舉委員會中的競選財務報告和數據
- C-SPAN內的頁面（英文）
- Column archive （页面存档备份，存于） at The Atlantic
- The Last Moderate （页面存档备份，存于）, Joe Nocera, The New York Times, September 5, 2011

| 美国众议院               | 美国众议院 | 美国众议院             |
| ------------------------ | --- | ---------------------- |
| 前任者： 阿尔·戈尔       | 美國眾議院議員 田納西州第四國會選區 1983年－1995年                                                              | 繼任者： 范·希勒里     |
| 前任者： 鮑伯·克萊門特   | 美國眾議院議員 田納西州第五國會選區 2003年－2023年                                                              | 現任                   |
| 榮銜                     | |                        |
| 前任者： 約翰·萊布提里   | 美國國會中最年輕議員 1983年－1984年                                                                             | 繼任者： 克里斯·柏金斯 |
| 政党职务                 | |                        |
| 前任者： 阿尔·戈尔       | 田納西州聯邦參議員的民主黨提名人 （第二組） 1994年                                                              | 繼任者： 休士頓·戈登   |
| 前任者： 查爾斯·斯坦霍姆 | 藍狗聯盟政策主席 2005年－2007年 與吉姆·馬特森（行政）、 丹尼斯·卡多薩（通訊）同時在任                           | 繼任者： 丹尼斯·摩爾   |
| 前任者： 約翰·巴羅       | 藍狗聯盟政策主席 2013年－2017年 與約翰·巴羅、庫爾特·史瑞德（行政）、 庫爾特·史瑞德、吉姆·科斯塔（通訊）同時在任 | 繼任者： 丹·李賓斯基   |